# 麻理子の部屋
『麻理子の部屋』（まりこのへや）は、テレビ東京の『Eネ!』枠で2009年10月4日から12月20日まで放送された日曜日の深夜のミニ番組。BSジャパンの『シネマクラッシュ』（毎週月・火21:00 - 22:54）内で、映画本編終了後に再放送されている。出演者大江麻理子の冠番組である。

## 概要
テレビ東京アナウンサーの大江麻理子（動物は「麻理子さん」と呼ぶ）が、部屋を訪ねてくるかわいい動物の「お客様」とともに、お題に従って戯れるという趣向の番組。コンセプトは日曜最後の癒し番組。映像は基本的に動物目線で撮られており、イメージビデオ的な雰囲気になっている。
また、動物のナレーションがきわどい。例えば麻理子が動物にミルクを飲ませてあげると「今度は、本物のおっぱいが飲みたいなぁ。」やブラッシングをお尻からかけると「お尻からだって？麻理子さん、大胆だなぁ。」など。担当の矢内雄一郎はモバイル日誌で「台本があります!演出があります!」と自分の感想でないことを強調している。なお、初回のみ番組ホームページで無料で見られる。その他は携帯サイト「てれともばいる」で有料で視聴可能。DVDも発売されている。

## 出演
- お部屋の主:大江麻理子（テレビ東京アナウンサー）
- ナレーター:矢内雄一郎（同上）
- お客様:動物たち

## 放送時刻
- 毎週日曜 26:30 - 26:40

※特別番組やミニ番組など編成によって放送時刻が繰り下がることがある。

## 各回リスト
☆印は土曜日（6日遅れ）の『Eネ!』で再放送が行われた。
| 回   | 放送日   | 指令         | お客様（動物）                     |
| ---- | -------- | ------------ | ---------------------------------- |
| ☆#1  | 10月4日  | お風呂       | イヌ（ダックスフント）             |
| #2   | 10月11日 | お寝んね     | イヌ（チワワ）                     |
| #3   | 10月18日 | お手         | イヌ（柴犬）                       |
| #4   | 10月25日 | おもちゃ     | イヌ（ゴールデン・レトリーバー）   |
| #5   | 11月1日  | ミルク       | ネコ（スコティッシュフォールド）   |
| #6   | 11月8日  | 歯磨き       | イヌ（ブルドッグ）                 |
| #7   | 11月15日 | ブラッシング | イヌ（トイプードル）               |
| #8   | 11月22日 | じゃれる     | イヌ（ハーミーズ）                 |
| #9   | 11月29日 | マッサージ   | うさぎ                             |
| #10  | 12月6日  | トイレ       | イヌ（ジャック・ラッセル・テリア） |
| ☆#11 | 12月13日 | 耳かき       | ネコ（シンガプーラ）               |
| #12  | 12月20日 | お食事       | コスモリスザル                     |

## スタッフ
- 構成:つじまるみ
- 編集:小宮純一（麻布プラザ）
- MA:飯田太志（同上）
- 音効:村松聡
- 協力:ZOO動物プロ
- 制作協力:Protx
- ホームページ:伊藤歩、稲野辺寛子
- コンテンツプロデューサー:合田知弘
- 演出・プロデューサー:清水俊雄

## DVD
- 麻理子の部屋 2010年2月24日（特典映像に「麻理子とブタ」などを収録）